# Kenji Kimura
Kenji Kimura (japonès: 木村憲治)  (Setagaya, 19 de juliol de 1945) és un ex-jugador de voleibol japonès que va competir durant la dècada de 1960.
El 1968 va prendre part en els Jocs Olímpics de Ciutat de Mèxic, on guanyà la medalla de plata en la competició de voleibol. Quatre anys més tard, als Jocs de Múnic, guanyà la medalla d'or en la mateixa competició. En el seu palmarès també destaca la medalla d'or als Jocs Asiàtics de 1966.